# 風間浦村営共聴システム
風間浦村営共聴システム（かざまうらそんえいきょうちょうシステム、英: Kazamaura Village Cable Vision）は青森県下北郡風間浦村が運営する非営利のケーブルテレビ事業者である。

## サービスエリア
- 青森県下北郡風間浦村
  - 津軽海峡の海岸すぐ側まで断崖が迫る同村はアナログ時代には村内にテレビ中継局はあったものの、一般のアンテナでのテレビ放送受信が困難な地域が多かったことから全世帯が村営の共聴システム（共同アンテナ）に加入しテレビ受信が出来るようになっている。
  - 全世帯が当共聴システムに加入していたことから、デジタル中継局は設置されず村内の中継局は廃局となった。

## 主な放送チャンネル

### 地上波系列別再送信局
| NHK-G   | NHK-E   | NNN / NNS           | ANN                       | JNN                   | TXN          | FNN / FNS      | JAITS |
| ------- | ------- | ------------------- | ------------------------- | --------------------- | ------------ | -------------- | ----- |
| NHK青森 | NHK青森 | 青森放送 札幌テレビ | 青森朝日放送 北海道テレビ | 青森テレビ 北海道放送 | テレビ北海道 | 北海道文化放送 |       |

### テレビ局
| デジタル | 放送局            |
| -------- | ----------------- |
| 011      | RAB青森放送       |
| 021      | NHK青森Eテレ      |
| 031      | NHK青森総合       |
| 051      | ABA青森朝日放送   |
| 061      | ATV青森テレビ     |
| 011-1    | HBC北海道放送     |
| 051-1    | STV札幌テレビ     |
| 061-1    | HTB北海道テレビ   |
| 071      | TVhテレビ北海道   |
| 081      | UHB北海道文化放送 |

|    | 放送局                                     |
| -- | ------------------------------------------ |
| 1  | NHK BS                                     |
| 4  | BS日テレ                                   |
| 5  | BS朝日                                     |
| 6  | BS-TBS                                     |
| 7  | BSテレビ東京                               |
| 8  | BSフジ                                     |
| 9  | WOWOW（有料）                              |
| 10 | BS10（無料）・BS10スターチャンネル（有料） |
| 11 | BSイレブン                                 |
| 12 | BSトゥエルビ                               |

- 2008年10月の『広報かざまうら』で、施設改修工事完成と発表される[1]。各家庭まで光ケーブルを引き込む方式とされた。
- 有料放送となっているWOWOWとスターチャンネルは個別での視聴契約が必要（スターチャンネルはスカパー!で直接申し込む）。
- アナログ放送時代、民放は当初北海道各局の函館送信所から放送されている電波のみが再送信されていた。その後青森のテレビ局の放送も再送信されたが、ABAだけは村内のアナログ中継局が未開局で受信出来なかったために再送信されていなかった（ABAの中継局開設は当初デジタル新局として2010年に予定されていたが、ABAは他局を含め木野部中継局の電波をケーブルを通じて送信する形式で2010年初頭に開始した）。
- BSデジタル放送の分波の必要については、『広報かざまうら』に説明がある[2]。
- 地上デジタル放送は2010年初頭の開始時点では青森県内の放送局のみ再送信されており、北海道側の放送局はこれまで1局も再送信されていなかった。その為北海道側の放送局の地上デジタル放送を受信する場合は個別に高性能UHFアンテナを使用して直接受信する必要があったが、2011年7月の『広報かざまうら』でNHK函館、県内に系列局が無いUHB（フジテレビ系列）・TVh（テレビ東京系列）の再送信同意が得られ、北海道側の放送局のデジタル再送信が実現することが発表された[3]。
- その後、県内に系列局があるHBC（TBS系列で県内はATV）・STV（日本テレビ系列で県内はRAB）・HTB（テレビ朝日系列で県内はABA）についても再送信され、テレビアンテナを設置しなくても在青・在函放送局全てが受信可能となった。